# Aeroporto Internazionale di Shenyang Taoxian
L'Aeroporto Internazionale di Shenyang Taoxian è un aeroporto cinese che serve la città di Shenyang, capitale della provincia di Liaoning.
Aperto nel 1989, si trova a circa 20 km a sud del centro città nel distretto di Hunnan. L'aeroporto fa da hub principale per la compagnia China Southern Airlines ed è il 23° aeroporto più trafficato della Cina con un traffico pari a 19 027 398 di passeggeri nel 2018.